# Джанет Монтгомері
Джане́т Рут Монтго́мері (англ. Janet Ruth Montgomery; нар. 29 жовтня 1985, Борнмут) — англійська телевізійна та кіноакторка, найбільш відома ролями в телесеріалах: Еймс у «Живій мішені» (Human Target), помічниця Еріка Мерфі, Дженні, в «Антуражі» (Entourage), Мартіна Гарретті в «Зроблено в Джерсі» (Made in Jersey) та інші.

## Біографія
Народилася 29 жовтня 1985 року на півдні Великій Британії — в місті Борнмут, графство Дорсет.
Навчалася танцям у Коледжі театрального мистецтва Стелли Манн (англ. Stella Mann College of Performing Arts) у Бедфорді. У 1996 році взяла участь у своєму першому телешоу «Short Change». Переїхала до Лондона, а потім — до Лос-Анджелеса, США, де остаточно зайнялася кар'єрою акторки: 2008 року дебютувала в кіно, 2011 — знялася у телесеріалі «Пригоди Мерліна».
У 2012—2013 роках знялася в головній ролі в телесеріалі «Зроблено в Джерсі», який приніс їй славу телезірки. Після ролі в невдалому серіалі «Готика» (2013) отримала роль Мері Сіблі у «Салемі», яку виконувала до 2017 року та за яку була номінована на премію Fangoria Chainsaw Awards у 2015 і 2016 роках.
Серед помітних ролей у кіно — два фільми жахів 2009 року, «Закривавлені пагорби» (The Hills Run Red) та «Поворот не туди 3» (Wrong Turn 3: Left for Dead), а також важлива роль астронавтки Сари Елліот, матері головного героя фільму «Космос між нами» (The Space Between Us) 2017 року й інші.
У 2018 році почала зніматися в основній ролі доктора Лори Блум у телесеріалі «Новий Амстердам» (New Amsterdam). зіграла в комедійній драмі 2018 року «У стосунках» (In a Relationship) — поряд із Еммою Робертс, Майклом Ангарано, Дрі Гемінґвей і Патріком Гібсоном.

## Особисте життя
Дядько Джанет — бас-гітарист гурту Big Roll Band Монті (Майкл) Монтгомері. Молодший брат Джанет, Джейсон Монтгомері, також актор.
З листопада 2017 року Джанет Монтгомері зустрічається з Джо Фоксом (англ. Joe Fox). 5 листопада 2018 року ЗМІ повідомили, що наприкінці зими 33-річна акторка та її 34-річний партнер чекають на першу дитину. 

## Фільмографія
| Рік       |    | Українська назва                           | Оригінальна назва                   | Роль                                                   |
| --------- | -- | ------------------------------------------ | ----------------------------------- | ------------------------------------------------------ |
| 2020      | ф  | Думай як пес                               | Think Like a Dog                    |                                                        |
|           | ф  | Найкращий друг собак                       | Dogs Best Friend                    | Бріджит (Bridget)                                      |
|           | ф  | Опівнічники                                | Nighthawks                          | Маргарита (Marguerite)                                 |
| 2018—2023 | с  | Новий Амстердам                            | New Amsterdam                       | Доктор Лорен Блум (Dr. Lauren Bloom), головна роль     |
| 2018      | с  | Романови                                   | The Romanoffs                       | Мішель Вестбрук (Michelle Westbrook), 1 епізод         |
| 2018      | ф  | У стосунках                                | In a Relationship                   | Ліндсі (Lindsay)                                       |
| 2017      | ф  | Відступник                                 | Romans                              | Емма (Emma)                                            |
| 2017      | ф  | Космос між нами                            | The Space Between Us                | Сара Елліот (Sarah Elliot)                             |
| 2014—2017 | с  | Салем                                      | Salem                               | Мері Сіблі (Mary Sibley), основна роль, 36 епізодів    |
| 2016—2017 | с  | Це ми                                      | This Is Us                          | Олівія Мейн (Olivia Maine), 5 епізодів                 |
| 2016      | ф  | Все по-дорослому                           | Amateur Night                       | Ніккі (Nikki)                                          |
| 2016      | ф  | І жили вони довго і щасливо                | Happily Ever After                  | Гетер (Heather)                                        |
| 2015      | тф | Салем: Війна відьом                        | Salem: Witch War Special            | Мері Сіблі (Mary Sibley)                               |
| 2014      | ф  | 10 речей, які я ненавиджу в житті          | 10 Things I Hate About Life         |                                                        |
| 2014      | с  | Чорне дзеркало                             | Black Mirror                        | Бет (Beth), 1 епізод                                   |
| 2014      | в  | «Cupid Carries a Gun» (музичний відеокліп) | Marilyn Manson: Cupid Carries a Gun |                                                        |
| 2013      | тф | Готика                                     | Gothica                             | Грейс Ван Гелсинґ (Grace Van Helsing), пілотний епізод |
| 2013      | с  | Абатство Даунтон                           | Downton Abbey                       | Фріда Дадлі Ворд (Freda Dudley Ward), 1 епізод         |
| 2013      | ф  | Республіка двох                            | The Republic of Two                 | Керолайн (Caroline)                                    |
| 2013      | с  | Танок на краю                              | Dancing on the Edge                 | Сара (Sarah), 5 епізодів                               |
| 2013      | с  | Шпигуни Варшави                            | Spies of Warsaw                     | Анна Скарбек (Anna Skarbek), 4 епізоди                 |
| 2012      | с  | Зроблено в Джерсі                          | Made in Jersey                      | Мартіна Гарретті (Martina Garretti), 8 епізодів        |
| 2011—2012 | с  | Пригоди Мерліна                            | Merlin                              | принцеса Міфіан (Princess Mithian), 2 епізоди          |
| 2012      | в  |                                            | Scooby-Doo! Spooky Games            | Даян (Diane), голос                                    |
| 2010—2011 | с  | Антураж                                    | Entourage                           | Джейні (Jennie), 10 епізодів                           |
| 2011      | кф | Усе веде мене до тебе                      | Everything Carries Me to You        | Шейн (Shane)                                           |
| 2010—2011 | с  | Жива мішень                                | Human Target                        | Еймс (Ames), 11 епізодів                               |
| 2011      | ф  | Мій придуркуватий брат                     | Our Idiot Brother                   | Леді Арабелла (Lady Arabella)                          |
| 2010      | с  | Ліга                                       | The League                          | Амброзія (Ambrosia), 1 епізод                          |
| 2010      | ф  | Чорний лебідь                              | Black Swan                          | Меделін / маленький лебідь (Madeline / Little Swan)    |
| 2010      | ф  | Вірняк                                     | Dead Cert                           | Гізель (Giselle)                                       |
| 2009      | ф  | Звинувачена в 17 років                     | Accused at 17                       | Феллін Вернер (Fallyn Werner)                          |
| 2009      | в  | Поворот не туди 3                          | Wrong Turn 3: Left for Dead         | Алекс (Alex)                                           |
| 2009      | в  | Закривавлені пагорби                       | The Hills Run Red                   | Серіна (Serina)                                        |
| 2008      | кф | Змитий                                     | Flushed                             | Королева-відьма (Queen Bitch)                          |
| 2008      | тф | Роз/з’єднані                               | Dis/Connected                       | Люсі (Lucy)                                            |
| 2008      | с  | Скінс                                      | Skins                               | Бет (Beth), 1 епізод                                   |